# 中國例外主義
中國例外主義，又稱中國例外論、中國特殊論、中國國情論，一種中國民族主義意識型態，為例外主義的一種，其名稱模仿自美國例外主義，但主體改為中國，成為國際政治與政治經濟學上的術語。這個意識型態認為，中國與世界其他國家不同，無論是歷史、政治、經濟或社會形態，中國有其獨特性，因此不能适用其他國家發展出的社會及經濟規則、民主、自由主義與國際法等。中國例外論者認為，中国模式才是適合中國的道路。一般來說，當今國際上多數認可中華人民共和國為中國的合法代表者，中國例外主義主要也是用來描敍中華人民共和國的狀況。在改革開放後，隨著中國政治及經濟力量崛起，中國例外主義也隨即向外擴展，國際社會也因此而出現中国威胁论。

## 概說
中國例外主義在中國有長久的歷史，最早起源於華夷之辨，將中國置於世界的中央，為世界秩序的建立者與維護者，在中國之外的皆為蠻夷。文化傳播方向，必須是由中國向外傳播，改變其他的國家；以中國以外的文化及事物來改變中國，稱「以夷變夏」，受到很大反對。在歷史學上，發展出中國史觀與正统史观。現代的中國例外主義，則起源自中華人民共和國在改革開放之後，對世界其他國家，特別是美國的反感。
中國與美國常被認為是具有例外主義思想的國家。亨利·基辛格認為中國與美國相同，皆認為自身在世界上佔據特殊位置，但是美國具有普世主義的信念，希望將自己的價值觀推廣到全世界；中國較為被動，希望其他國家主動來學習中國。他稱此為「中國的獨特性」。新加坡前外長楊文榮也有類似看法，他認為美國例外主義與中國例外主義的最大的差異在於，美國想輸出自己的價值觀，但中國堅持不干涉其他國家內政。中華人民共和國官方認為，堅持有中國特色的社會主義，為中國與其他國家最大的不同。對於中國不會干涉他國內政的說法，也有一些不同的見解，如《經濟學人》曾舉出幾個例子，如中國自認為是世界華人的保護者，不管華人持哪一國護照；經常干預包括馬來西亞、菲律賓等的內政；此外，曾經參與聯合國維和部隊出兵至南蘇丹。評論中國的外交政策的說法及做法並不一致。
對於中國經濟快速成長，則有中国模式的說法出現，認為中國在政治上保守，非民主，但是在經濟上開放，是中國經濟成長的主因。耶魯大學教授陳武志，曾出版《沒有中國模式這回事》，認為由西方金融及經濟學理論就可以分析中國經濟，主張學習西方制度與全球化才是造成中國經濟成長的主因。
民主、自由、平等及人權等思想，起源於西方社會，非普世價值，不適合中國，也是常見的中國例外論。

## 外部連結
- chinese-exceptionalism（页面存档备份，存于）（英文）